# Weak and Powerless
«Weak and Powerless» es una canción de la banda estadounidense de rock alternativo A Perfect Circle. Fue lanzado el 5 de agosto de 2003 como el primer sencillo de su segundo álbum de estudio Thirteenth Step (2003). Es el único sencillo de la banda con las listas más altas, alcanzando el número 1 en Mainstream Rock Tracks y Modern Rock Tracks. 
La canción aparece en la película Underworld.

## Video musical
El vídeo musical, dirigido por los hermanos Strause, muestra a una mujer desnuda con el pelo largo y blanco, como se ve en varias ilustraciones del álbum, arrastrándose por el bosque, recogiendo varios reptiles y arrojándolos a un pozo lleno de amblipigios. El comentario de Maynard James Keenan proporcionado para el vídeo indica que el nombre de la modelo es Tonya, una mujer que nunca había hecho este tipo de trabajo antes. Hay dos versiones del vídeo: editado y sin editar. En la versión sin editar, se ven claramente las zonas de los pechos y la pelvis de la mujer. Estas zonas del cuerpo están oscurecidas y borrosas para la versión televisiva y las escenas están aceleradas. Se utilizan varios efectos de cámara y ordenador a lo largo del vídeo. El vídeo tuvo una difusión significativa en el momento de su lanzamiento y está incluido en el DVD/CD de aMOTION. Al final del vídeo aparece un anuncio de champú apenas audible.

## Lista de canciones
| N.º | Título                  | Duración |  |
| 1.  | «Weak and Powerless»    | 3:15     |  |
| 2.  | «Blue» (Bird Shake Mix) | 3:55     |  |

Sencillo (canadiense y europeo)
| N.º | Título               | Duración |  |
| 1.  | «Weak and Powerless» | 3:15     |  |
| 2.  | «Crimes»             | 2:35     |  |

## Posicionamiento en lista
| Lista (2003)                         | Posición |
| ------------------------------------ | -------- |
| Estados Unidos (Billboard Hot 100)   | 61       |
| Estados Unidos (Alternative Airplay) | 1        |
| Estados Unidos (Mainstream Rock)     | 1        |